# رباعي هيدرو الفوران
رباعي هيدرو الفوران (يرمز له اختصاراً THF) مركب كيميائي له الصيغة C4H8O، وهو من المذيبات العضوية. يوجد المركب على شكل سائل عديم اللون في الشروط العادية من درجة الحرارة والضغط. ينتمي المركب إلى الإيثرات الحلقية.

## الخصائص

### الفيزيائية
رباعي هيدرو الفوران سائل عديم اللون، قابل للاشتعال، له رائحة تشبه الإيثر. يمتزج المركب مع الماء حتى درجة الحرارة 71.8 °س وذلك بشكل كامل، إلا أنه فوق تلك الدرجة تظهر بوادر عدم الامتزاج وذلك إلى الدرجة 137.1°س، حيث يعود الامتزاج إلى كماله. يمتزج رباعي هيدرو الفوران مع باقي المذيبات العضوية مثل الإيثانول والأسيتون والإيثر الإيثيلي.
يشكل رباعي هيدرو الفوران عندما يكون محتواه من الماء 19.9 % مولي مزيجاً ثابت الغليان (أزيوتروبي) عند الدرجة 63.8°س. أما مع الكحولات فإن المزائج ثابتة الغليان لا تحدث إلا مع الإيثانول والميثانول عند الضغط الجوي،  أما الكحولات ذات السلسة الكربونية الأطول مثل 1-بروبانول و2-بروبانول فهي ليست ثابتة الغليان. في حين أنه عند ضغوط منخفضة فإن الإيثانول مثلاُ لا يظهر خاصية ثباتية الغليان مع رباعي هيدرو الفوران.

### الكيميائية
كما يحدث مع الإيثرات فإن رباعي هيدرو الفوران يشكل مركبات فوق الأكاسيد عن طريق الأكسدة الذاتية جراء التعرض لأكسجين الهواء ومن أثر الأشعة فوق البنفسجية. لذلك ينصح قبل إجراء عملية تقطير المذيب حال استخدام رباعي هيدرو الفوران إجراء اختبار لمعرفة نسبة فوق الأكاسيد، كما ينصح بإضافة هيدروكسيد البوتاسيوم الصلب.
يؤدي تسخين رباعي هيدرو الفوران بوجود حمض الهيدروكلوريك إلى تفككه أولا إلى 4-كلور البوتانول ثم إلى 4،1-ثنائي كلور البوتان.

## التحضير
إحدى طرق تحضير رباعي هيدرو الفوران تتضمن إجراء عملية بلمهة محفزة حمضياً لمركب 4،1-بوتانديول، وذلك بشكل مشابه لطريقة تحضير ثنائي إيثيل الإيثر من الإيثانول. يحصل على بوتانديول من إضافة كربوكسيل إلى الأسيتيلين ثم بإجراء عملية هدرجة. طورت شركة دو بونت طريقة لتحضير رباعي هيدرو الفوران من أكسدة نظامي البوتان إلى بلاماء الماليك متبوعاً بعملية هدرجة حفزية. كما يمكن التحضير من إجراء تفاعل أوكسو للكحول الأليلي ثم بالهدرجة للبوتانديول.
بالمقابل يمكن تحضير رباعي هيدرو الفوران من هدرجة الفوران. يمكن الحصول على الفوران من البنتوز، وهذ الطريقة يمكن أن تتضمن استخدام مصادر متجددة. على الرغم من ذلك فإن وسيلة التحضير هذه غير منتشرة على نطاق واسع.

## الاستخدامات
يستخدم رباعي هيدرو الفوران بشكل واسع في الصناعة كمذيب لبولي فينيل كلوريد وللورنيش. يعد رباعي هيدرو الفوران من المذيبات اللابروتونية وقطبيته متوسطة، بحيث أنه يمكنه حل عدد كبير من المركبات الكيميائية القطبية واللاقطبية. يستخدم رباعي هيدرو الفوران أيضاً كمذيب للمركبات العضوية الفلزية مثل مركبات الليثيوم العضوية وكواشف غرينيار.

## اقرأ أيضاً
- ثنائي هيدرو البيران
- رباعي هيدرو البيران
- رباعي هيدرو الثيوفين